# Esson
Esson est une commune française, située dans le département du Calvados en région Normandie, peuplée de 570 habitants.

## Géographie
| Thury-Harcourt         | Croisilles                     | Placy         |
| Saint-Martin-de-Sallen | Esson                          | Placy, Donnay |
| Caumont-sur-Orne       | Combray (par un angle), Donnay | Donnay        |

### Hydrographie
La commune est située dans le bassin Seine-Normandie. Elle est drainée par l'Orne, le ruisseau de Traspy, le ruisseau du Pont de Combray, le cours d'eau 01 des Forestiers, le fossé 01 de la commune d'Esson, le cours d'eau 04 de la commune d'Esson, le fossé 01 du Bas Breuil et divers autres petits cours d'eau,.
L'Orne, d'une longueur de 170 km, prend sa source dans la commune d'Aunou-sur-Orne et se jette  dans l'embouchure de l'Orne à Merville-Franceville-Plage, après avoir traversé 60 communes. Les caractéristiques hydrologiques de l'Orne sont données par la station hydrologique située sur la commune de Thury-Harcourt-le-Hom. Le débit moyen mensuel est de 21,2 m3/s. Le débit moyen journalier maximum est de 370 m3/s, atteint lors de la crue du 26 janvier 1995. Le débit instantané maximal est quant à lui de 423 m3/s, atteint le 6 janvier 2001.

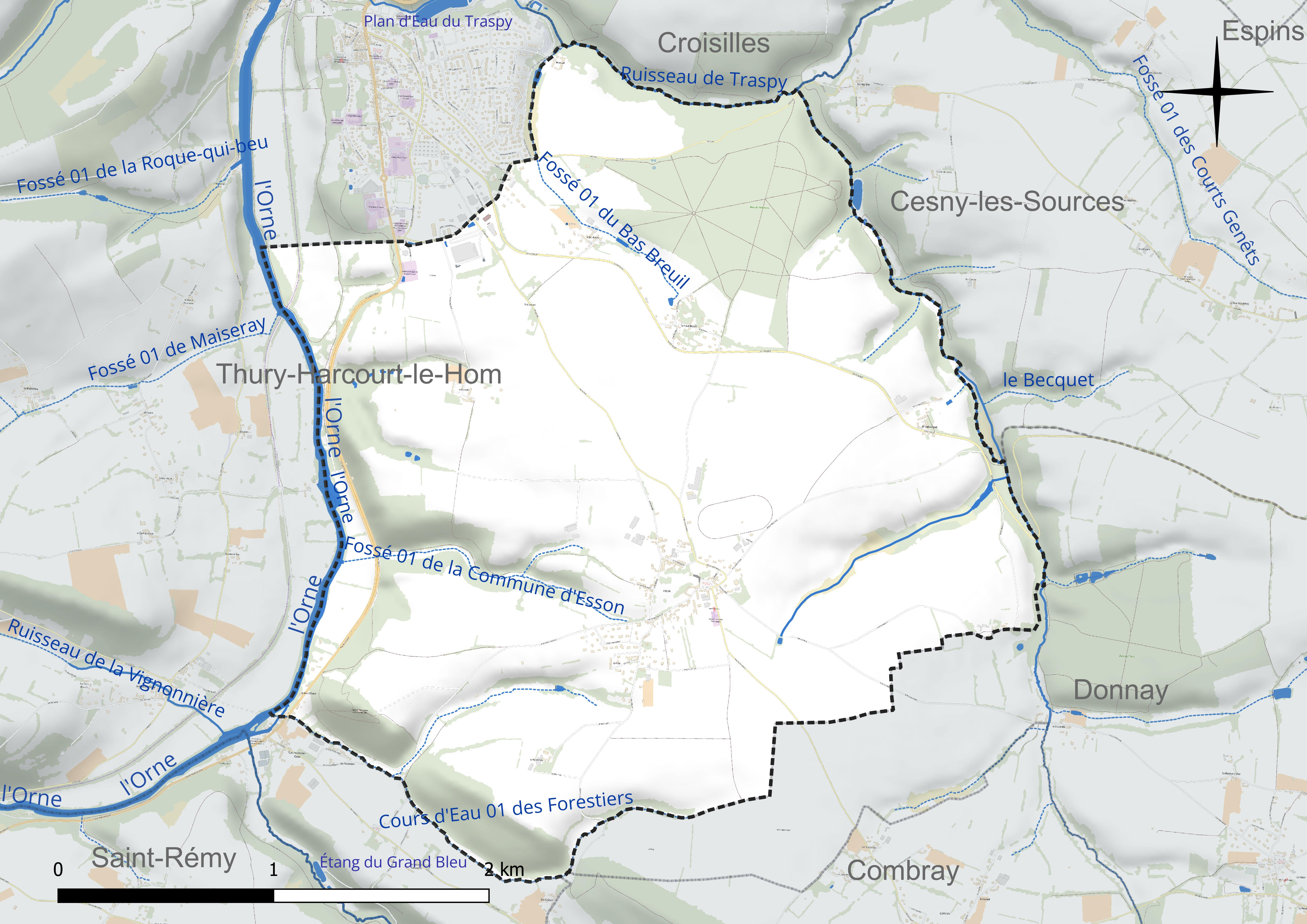
Réseau hydrographique d'Esson.

### Climat
Pour des articles plus généraux, voir Climat de la Normandie et Climat du Calvados.
En 2010, le climat de la commune est de type climat océanique franc, selon une étude du CNRS s'appuyant sur une série de données couvrant la période 1971-2000. En 2020, Météo-France publie une typologie des climats de la France métropolitaine dans laquelle la commune est exposée à un climat océanique et est dans la région climatique  Normandie (Cotentin, Orne), caractérisée par une pluviométrie relativement élevée (850 mm/a) et un été frais (15,5 °C) et venté. Parallèlement le GIEC normand, un groupe régional d'experts sur le climat, différencie quant à lui, dans une étude de 2020, trois grands types de climats pour la région Normandie, nuancés à une échelle plus fine par les facteurs géographiques locaux. La commune est, selon ce zonage, exposée à un « climat contrasté des collines », correspondant au Bocage normand, bien arrosé, voire très arrosé sur les reliefs les plus exposés au flux d'ouest, et frais en raison de l'altitude.
Pour la période 1971-2000, la température annuelle moyenne est de 10,1 °C, avec  une amplitude thermique annuelle de 12,3 °C. Le cumul annuel moyen de précipitations est de 876 mm, avec 13,1 jours de précipitations en janvier et 8 jours en juillet. Pour la période 1991-2020, la température moyenne annuelle observée sur la station météorologique la plus proche, située sur la commune de Fresney-le-Vieux à 7 km à vol d'oiseau, est de 10,8 °C et le cumul annuel moyen de précipitations est de 826,3 mm,. Pour l'avenir, les paramètres climatiques de la commune estimés pour 2050 selon différents scénarios d'émission de gaz à effet de serre sont consultables sur un site dédié publié par Météo-France en novembre 2022.

## Urbanisme

### Typologie
Au 1er janvier 2024, Esson est catégorisée commune rurale à habitat dispersé, selon la nouvelle grille communale de densité à 7 niveaux définie par l'Insee en 2022.
Elle est située hors unité urbaine. Par ailleurs la commune fait partie de l'aire d'attraction de Caen, dont elle est une commune de la couronne,. Cette aire, qui regroupe 296 communes, est catégorisée dans les aires de 200 000 à moins de 700 000 habitants,.

### Occupation des sols
L'occupation des sols de la commune, telle qu'elle ressort de la base de données européenne d'occupation biophysique des sols Corine Land Cover (CLC), est marquée par l'importance des territoires agricoles (76,4 % en 2018), en diminution par rapport à 1990 (77,8 %). La répartition détaillée en 2018 est la suivante : 
terres arables (42,5 %), prairies (33,9 %), forêts (19,1 %), zones urbanisées (4,5 %). L'évolution de l'occupation des sols de la commune et de ses infrastructures peut être observée sur les différentes représentations cartographiques du territoire : la carte de Cassini (XVIIIe siècle), la carte d'état-major (1820-1866) et les cartes ou photos aériennes de l'IGN pour la période actuelle (1950 à aujourd'hui).

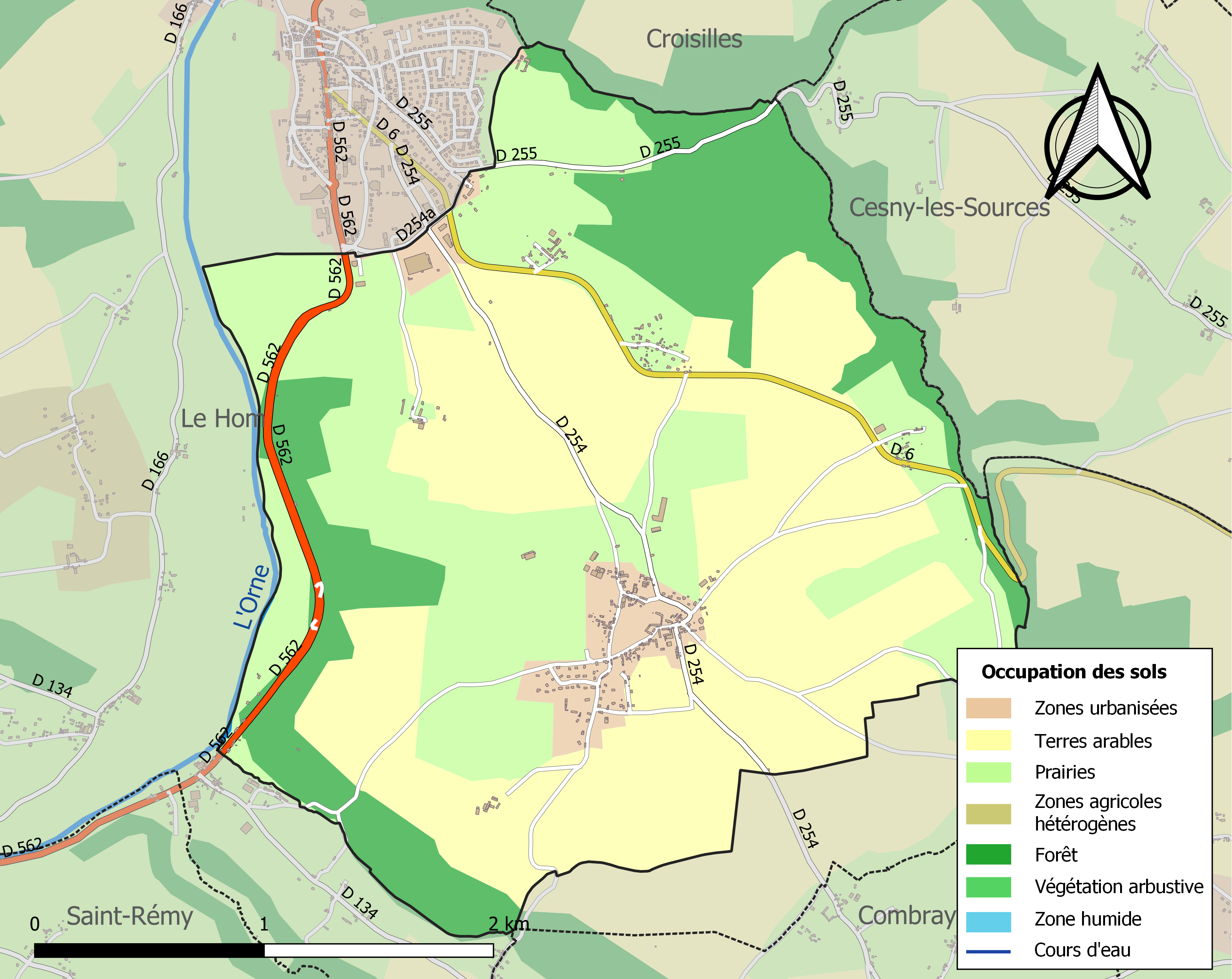
Carte des infrastructures et de l'occupation des sols de la commune en 2018 (CLC).

## Toponymie
Le nom de la localité est attesté sous les formes Ascon en 996-1008 ; Essun en 1070 ; Aisson et Axon en 1138 ; Essum en 1190 ; Auxonivilla en 1253.
Le gentilé est Essonais.

## Politique et administration
| Période                                  | Période   | Identité        | Étiquette | Qualité     |
| ---------------------------------------- | --------- | --------------- | --------- | ----------- |
| (maire en 1981)                          |           | Joseph Pitel    |           |             |
| ?                                        | mars 2001 | Maurice Pitel   |           |             |
| mars 2001                                | mars 2008 | Léon Marie      |           |             |
| mars 2008                                | mars 2014 | Serge Beaunieux | SE        | Agriculteur |
| mars 2014                                | En cours  | Gilles Pitel    | SE        |             |
| Les données manquantes sont à compléter. |           |                 |           |             |

Le conseil municipal est composé de quinze membres dont le maire et deux adjoints.

## Démographie
L'évolution du nombre d'habitants est connue à travers les recensements de la population effectués dans la commune depuis 1793. Pour les communes de moins de 10 000 habitants, une enquête de recensement portant sur toute la population est réalisée tous les cinq ans, les populations de référence des années intermédiaires étant quant à elles estimées par interpolation ou extrapolation. Pour la commune, le premier recensement exhaustif entrant dans le cadre du nouveau dispositif a été réalisé en 2005.
En 2022, la commune comptait 570 habitants, en évolution de +11,55 % par rapport à 2016 (Calvados : +1,58 %, France hors Mayotte : +2,11 %).
Esson a compté jusqu'à 524 habitants en 1806.
| 1793 | 1800 | 1806 | 1821 | 1831 | 1836 | 1841 | 1846 | 1851 |
| ---- | ---- | ---- | ---- | ---- | ---- | ---- | ---- | ---- |
| 428  | 462  | 524  | 463  | 489  | 500  | 495  | 489  | 488  |

| 1856 | 1861 | 1866 | 1872 | 1876 | 1881 | 1886 | 1891 | 1896 |
| ---- | ---- | ---- | ---- | ---- | ---- | ---- | ---- | ---- |
| 450  | 465  | 444  | 442  | 418  | 393  | 372  | 369  | 334  |

| 1901 | 1906 | 1911 | 1921 | 1926 | 1931 | 1936 | 1946 | 1954 |
| ---- | ---- | ---- | ---- | ---- | ---- | ---- | ---- | ---- |
| 326  | 333  | 360  | 304  | 301  | 321  | 283  | 316  | 304  |

| 1962 | 1968 | 1975 | 1982 | 1990 | 1999 | 2005 | 2006 | 2010 |
| ---- | ---- | ---- | ---- | ---- | ---- | ---- | ---- | ---- |
| 310  | 304  | 275  | 263  | 297  | 335  | 371  | 376  | 457  |

| 2015 | 2020 | 2022 | - | - | - | - | - | - |
| ---- | ---- | ---- | - | - | - | - | - | - |
| 520  | 550  | 570  | - | - | - | - | - | - |

## Lieux et monuments
- L'église de la Nativité-de-Notre-Dame, romane, a été reconstruite au XVe siècle. Elle abrite une Vierge à l'Enfant du XVe classée à titre d'objet aux Monuments historiques[35].
- Château du XVIIIe siècle, habité un temps par Charles d'Harcourt.
- Chapelle de Bonne-Nouvelle du XIXe.

## Personnalités liées à la commune
- Jean-Louis Broust (1942 à Esson-2006), acteur.